# جون روبرتس (بهائي)
جون ألدهام روبارتس (2 نوفمبر 1901 – 18 يونيو 1991)، كان بهائيًا كنديًا بارزًا. وُلِد في عام 1901 في واترل، أونتاريو، لأبويه ألدام ويلسون روبرتس وراشيل ماري مونتغمري كامبل. كانت شقيقته مارغوري كامبل روبارتس، التي نجت من غرق السفينة آر إم إس هسبيريان التابعة لشركة آلان في سبتمبر 1915.

## نبذه
في عام 1957، عيّن شوقي أفندي روبرتس أحد أيادي الأمر، وهو أعلى منصب يمكن تعيين فرد فيه في الديانة البهائية. وشملت رحلاته كمساعد جنوب روديسيا، والمغرب، وليبيريا، والكاميرون، واليابان، وكوريا، وتايوان، وهونج كونج، والفلبين، وهاواي، وجامايكا، وأيسلندا، وأستراليا، ونيوزيلندا، وتاهيتي، وفيجي، وتونغا، وبابوا غينيا الجديدة، وجزر سليمان، وكاليدونيا الجديدة، ونيو هيبريدس، وساموا الغربية.

## وفاته
توفي في راودون، كيبيك، في 18 يونيو 1991.